# Gaio Plauzio Proculo
Gaio Plauzio Proculo (fl. IV secolo a.C.) è stato un politico e militare romano.

## Biografia
Nel 358 a.C. fu eletto console con il collega Gaio Fabio Ambusto.
Mentre al collega fu affidata la campagna contro i tarquiniesi, a Plauzio fu affida quella contro gli Ernici, comando confermato poi dal dittatore Gaio Sulpicio Petico, nominato per far fronte ai Galli. I romani ebbero ragione degli Ernici.
Nel 356 a.C. fu scelto come Magister equitum dal dittatore Gaio Marcio Rutilo, nella vittoriosa campagna contro le città etrusche.